# Fábio Bilica
Fábio Alves da Silva, dit Bilica, est un footballeur né le 4 juin 1979 à Campina Grande au Brésil.

## Biographie
Après le club turc Sivasspor, il signe avec un contrat de 4 ans en 2009 à Fenerbahçe. Il signe pour le club turc Elazigspor pour la saison 2012/2013.

## Palmarès

### AvecFenerbahçe
- Supercoupe de Turquie : 2009
- Turkcell Süper Lig : 2011
- Coupe de Turquie : 2012